# Liste des chapelles de Lot-et-Garonne
La liste des chapelles des Pyrénées-Atlantiques présente les chapelles de culte catholique situées sur le territoire des communes du département français de Lot-et-Garonne. Il est fait état des diverses protections dont elles peuvent bénéficier, et notamment les inscriptions et classements au titre des monuments historiques.
Toutes sont situées dans le diocèse d'Agen.

## Liste
| Chapelle | Commune                    | Adresse | Coordonnées                      | Notice         | Protection | Date | Illustration                                                        |
| --- | -------------------------- | ------- | -------------------------------- | -------------- | ---------- | ---- | ------------------------------------------------------------------- |
| Chapelle Notre-Dame du Bourg                                                                                               | Agen                       |         | 44° 12′ 12″ nord, 0° 37′ 04″ est | « PA00084036 » | Inscrit MH | 1926 | Chapelle Notre-Dame du Bourg                                        |
| Chapelle du lycée Saint-Caprais                                                                                            | Agen                       |         | 44° 12′ 26″ nord, 0° 37′ 10″ est | « PA00084037 » | Classé MH  | 1906 | Chapelle du lycée Saint-Caprais                                     |
| Chapelle Saint-Pierre d'Agen                                                                                               | Agen                       |         | à géolocaliser                   |                |            |      | Image manquante Téléverser                                          |
| Chapelle Saint-Pierre d'Agen                                                                                               | Agen                       |         | 44° 12′ 50″ nord, 0° 37′ 40″ est |                |            |      | Image manquante Téléverser                                          |
| Chapelle Saint-Paul d'Agen                                                                                                 | Agen                       |         | 44° 12′ 38″ nord, 0° 38′ 35″ est |                |            |      | Image manquante Téléverser                                          |
| Chapelle Sainte-Foy d'Agen                                                                                                 | Agen                       |         | 44° 12′ 23″ nord, 0° 36′ 58″ est |                |            |      | Image manquante Téléverser                                          |
| Chapelle du lycée Bernard Palissy d'Agen                                                                                   | Agen                       |         | 44° 11′ 58″ nord, 0° 37′ 27″ est |                |            |      | Image manquante Téléverser                                          |
| Chapelle de la maison de retraite Saint-Dulcide d'Agmé                                                                     | Agmé                       |         | 44° 29′ 28″ nord, 0° 20′ 50″ est |                |            |      | Image manquante Téléverser                                          |
| Chapelle Notre-Dame de Pélagat                                                                                             | Aiguillon                  |         | 44° 19′ 25″ nord, 0° 21′ 18″ est |                |            |      | Image manquante Téléverser                                          |
| Chapelle Saint-Louis d'Aiguillon                                                                                           | Aiguillon                  |         | 44° 17′ 59″ nord, 0° 20′ 15″ est |                |            |      | Image manquante Téléverser                                          |
| Chapelle de Courbian de Courbian                                                                                           | Anzex                      |         | 44° 18′ 35″ nord, 0° 09′ 51″ est |                |            |      | Image manquante Téléverser                                          |
| Chapelle du château de la Frégate                                                                                          | Bon-Encontre               |         | 44° 18′ 35″ nord, 0° 09′ 51″ est |                |            |      | Image manquante Téléverser                                          |
| Chapelle Saint-Martin de Saint-Martin (Lot-et-Garonne)                                                                     | Bruch                      |         | à géolocaliser                   |                |            |      | Image manquante Téléverser                                          |
| Chapelle Notre-Dame du château de Buzet-sur-Baïse                                                                          | Buzet-sur-Baïse            |         | 44° 14′ 57″ nord, 0° 17′ 41″ est | « IA47001050 » |            |      | Image manquante Téléverser                                          |
| Chapelle de l'école puis de l'hospice des sœurs de la Visitation de la Vierge de Cancon                                    | Cancon                     |         | à géolocaliser                   |                |            |      | Image manquante Téléverser                                          |
| Chapelle du couvent des Cordeliers de Casteljaloux                                                                         | Casteljaloux               |         | à géolocaliser                   |                |            |      | Image manquante Téléverser                                          |
| Chapelle Notre-Dame de Castillonnès                                                                                        | Castillonnès               |         | à géolocaliser                   |                |            |      | Image manquante Téléverser                                          |
| Chapelle Notre-Dame de Cap du Bosc                                                                                         | Caubeyres                  |         | à géolocaliser                   |                |            |      | Image manquante Téléverser                                          |
| Chapelle Saint-Jean-et-Saint-Benoît de Clairac                                                                             | Clairac                    |         | à géolocaliser                   |                |            |      | Image manquante Téléverser                                          |
| Chapelle Sainte-Thérèse-de-l'Enfant-Jésus de l'école de filles de la congrégation des Filles de Jésus de Vaylats de Cuzorn | Cuzorn                     |         | à géolocaliser                   |                |            |      | Image manquante Téléverser                                          |
| Chapelle du château de Puycalvary                                                                                          | Dausse                     |         | à géolocaliser                   |                |            |      | Image manquante Téléverser                                          |
| Chapelle Sainte-Anne d'Estrade                                                                                             | Dévillac                   |         | à géolocaliser                   |                |            |      | Image manquante Téléverser                                          |
| Chapelle du prieuré de Durance                                                                                             | Durance                    |         | à géolocaliser                   |                |            |      | Chapelle du prieuré de Durance                                      |
| Chapelle Sainte-Foy du Petit Sainte-Foy                                                                                    | Duras                      |         | à géolocaliser                   |                |            |      | Image manquante Téléverser                                          |
| Chapelle de Campagnac | Engayrac                   |         | à géolocaliser                   |                |            |      | Image manquante Téléverser                                          |
| Chapelle du château de Combebonnet                                                                                         | Engayrac                   |         | à géolocaliser                   |                |            |      | Image manquante Téléverser                                          |
| Chapelle Saint-Martin de Ferrensac                                                                                         | Ferrensac                  |         | à géolocaliser                   |                |            |      | Image manquante Téléverser                                          |
| Chapelle du couvent d'Hospitalières institutrices de Sainte-Anne de Feugarolles                                            | Feugarolles                |         | à géolocaliser                   |                |            |      | Image manquante Téléverser                                          |
| Chapelle Notre-Dame-de-Tout-Pouvoir de Fongrave                                                                            | Fongrave                   |         | 44° 23′ 47″ nord, 0° 32′ 01″ est | « PA47000008 » | Inscrit MH | 1996 | Chapelle Notre-Dame-de-Tout-Pouvoir de Fongrave                     |
| Chapelle Sainte-Catherine dite chapelle de la Recluse de Fumel                                                             | Fumel                      |         | à géolocaliser                   |                |            |      | Image manquante Téléverser                                          |
| Chapelle Saint-Martin de Larché                                                                                            | Fumel                      |         | à géolocaliser                   |                |            |      | Image manquante Téléverser                                          |
| Chapelle de la Vierge de Malevirade                                                                                        | Grézet-Cavagnan            |         | à géolocaliser                   |                |            |      | Image manquante Téléverser                                          |
| Chapelle d'Agassas de Paris                                                                                                | Labretonie                 |         | à géolocaliser                   |                |            |      | Image manquante Téléverser                                          |
| Chapelle Saint-Germain de Saint-Germain (Lot-et-Garonne)                                                                   | Laroque-Timbaut            |         | à géolocaliser                   |                |            |      | Chapelle Saint-Germain de Saint-Germain (Lot-et-Garonne)            |
| Chapelle du Roussel | Laugnac                    |         | à géolocaliser                   |                |            |      | Image manquante Téléverser                                          |
| Chapelle Saint-Germain de Billon                                                                                           | Le Temple-sur-Lot          |         | 44° 23′ 24″ nord, 0° 33′ 12″ est | « IA47002455 » |            |      | Image manquante Téléverser                                          |
| Chapelle Saint-Benoît de Marmande                                                                                          | Marmande                   |         | 44° 30′ 02″ nord, 0° 09′ 37″ est | « PA00084162 » | Classé MH  | 2005 | Chapelle Saint-Benoît de Marmande                                   |
| Chapelle du collège Notre-Dame de la Salle de Marmande                                                                     | Marmande                   |         | à géolocaliser                   |                |            |      | Chapelle du collège Notre-Dame de la Salle de Marmande              |
| Chapelle Notre-Dame-de-la-Compassion de Marmande                                                                           | Marmande                   |         | à géolocaliser                   |                |            |      | Image manquante Téléverser                                          |
| Chapelle Notre-Dame-des-Vignes de Télégraphe                                                                               | Marmande                   |         | 44° 31′ 47″ nord, 0° 10′ 00″ est |                |            |      | Chapelle Notre-Dame-des-Vignes de Télégraphe                        |
| Chapelle Saint-André de Bouilhats                                                                                          | Marmande                   |         | 44° 31′ 03″ nord, 0° 12′ 14″ est |                |            |      | Chapelle Saint-André de Bouilhats                                   |
| Chapelle Saint-Jean-Marie-Vianney dite chapelle de la Gravette de Marmande                                                 | Marmande                   |         | à géolocaliser                   |                |            |      | Image manquante Téléverser                                          |
| Chapelle Saint-Léger de Thivras                                                                                            | Marmande                   |         | à géolocaliser                   |                |            |      | Image manquante Téléverser                                          |
| Chapelle Saint-Vincent de Coussan                                                                                          | Marmande                   |         | 44° 28′ 44″ nord, 0° 08′ 42″ est |                |            |      | Chapelle Saint-Vincent de Coussan                                   |
| Chapelle de Meilhan-sur-Garonne                                                                                            | Meilhan-sur-Garonne        |         | à géolocaliser                   |                |            |      | Image manquante Téléverser                                          |
| Chapelle Notre-Dame de la Butte de Monbahus                                                                                | Monbahus                   |         | à géolocaliser                   |                |            |      | Image manquante Téléverser                                          |
| Chapelle Notre-Dame dite chapelle des Prélats de Monclar                                                                   | Monclar                    |         | à géolocaliser                   |                |            |      | Image manquante Téléverser                                          |
| Chapelle Saint-Nicolas de l'hospice de Monflanquin                                                                         | Monflanquin                |         | 44° 31′ 53″ nord, 0° 46′ 07″ est |                |            |      | Image manquante Téléverser                                          |
| Chapelle Saint-Médard de Saint-Médard (Lot-et-Garonne)                                                                     | Montpezat                  |         | à géolocaliser                   |                |            |      | Image manquante Téléverser                                          |
| Chapelle désaffectée de Paulhiac                                                                                           | Paulhiac                   |         | à géolocaliser                   |                |            |      | Image manquante Téléverser                                          |
| Chapelle Saint-Martin de Mazères                                                                                           | Port-Sainte-Marie          |         | 44° 15′ 32″ nord, 0° 21′ 55″ est | « IA47000938 » |            |      | Image manquante Téléverser                                          |
| Chapelle du château du château de Lisse                                                                                    | Réaup-Lisse                |         | à géolocaliser                   |                |            |      | Image manquante Téléverser                                          |
| Chapelle de Saint-Barthélemy-d'Agenais                                                                                     | Saint-Barthélemy-d'Agenais |         | à géolocaliser                   |                |            |      | Image manquante Téléverser                                          |
| Chapelle de la Garcine | Saint-Laurent              |         | à géolocaliser                   |                |            |      | Image manquante Téléverser                                          |
| Chapelle de Ferrussac | Saint-Maurin               |         | à géolocaliser                   |                |            |      | Image manquante Téléverser                                          |
| Chapelle Saint-Roch de Saint-Pastour                                                                                       | Saint-Pastour              |         | à géolocaliser                   |                |            |      | Image manquante Téléverser                                          |
| Chapelle Sainte-Marie de Lagarde                                                                                           | Saint-Pierre-de-Clairac    |         | à géolocaliser                   |                |            |      | Image manquante Téléverser                                          |
| Chapelle Notre-Dame d'Aureillac                                                                                            | Saint-Urcisse              |         | à géolocaliser                   |                |            |      | Image manquante Téléverser                                          |
| Chapelle Sainte-Bazeille de Sainte-Bazeille (Lot-et-Garonne)                                                               | Sainte-Bazeille            |         | 44° 31′ 56″ nord, 0° 05′ 28″ est | « IA00025939 » |            |      | Chapelle Sainte-Bazeille de Sainte-Bazeille (Lot-et-Garonne)        |
| Chapelle Sainte-Bazeille de Neufons                                                                                        | Sainte-Bazeille            |         | 44° 32′ 11″ nord, 0° 05′ 28″ est | « IA00025965 » |            |      | Image manquante Téléverser                                          |
| Chapelle Saint-Joseph de Sauveterre-la-Lémance                                                                             | Sauveterre-la-Lémance      |         | à géolocaliser                   |                |            |      | Image manquante Téléverser                                          |
| Chapelle de Saint-Pardon de Seyches                                                                                        | Seyches                    |         | à géolocaliser                   |                |            |      | Image manquante Téléverser                                          |
| Chapelle de Saint-Pau | Sos                        |         | 44° 05′ 08″ nord, 0° 07′ 36″ est | « PA00084253 » | Classé MH  | 1995 | Image manquante Téléverser                                          |
| Chapelle nationale des véhicules anciens                                                                                   | Tonneins                   |         | 44° 24′ 07″ nord, 0° 19′ 09″ est | « IA47002167 » |            |      | Image manquante Téléverser                                          |
| Chapelle du château de Verteuil de Verteuil-d'Agenais                                                                      | Verteuil-d'Agenais         |         | à géolocaliser                   |                |            |      | Image manquante Téléverser                                          |
| Chapelle du château du château Lafaurie                                                                                    | Villebramar                |         | 44° 30′ 20″ nord, 0° 28′ 27″ est |                |            |      | Image manquante Téléverser                                          |
| Chapelle Notre-Dame-de-Grâce-et-de-Toute-Joie de Villeneuve-sur-Lot                                                        | Villeneuve-sur-Lot         |         | 44° 24′ 26″ nord, 0° 42′ 00″ est | « PA00084267 » | Inscrit MH | 1950 | Chapelle Notre-Dame-de-Grâce-et-de-Toute-Joie de Villeneuve-sur-Lot |
| Chapelle des Pénitents blancs de Villeneuve-sur-Lot                                                                        | Villeneuve-sur-Lot         |         | 44° 24′ 19″ nord, 0° 42′ 12″ est | « PA00132933 » | Classé MH  | 2014 | Chapelle des Pénitents blancs de Villeneuve-sur-Lot                 |
| Chapelle de l'hôpital Saint-Cyr de Villeneuve-sur-Lot                                                                      | Villeneuve-sur-Lot         |         | 44° 24′ 31″ nord, 0° 42′ 40″ est |                |            |      | Image manquante Téléverser                                          |
| Chapelle de l'Institution-de-la-Croix de Villeneuve-sur-Lot                                                                | Villeneuve-sur-Lot         |         | à géolocaliser                   |                |            |      | Image manquante Téléverser                                          |
| Chapelle du centre de détention d'Eysses de Villeneuve-sur-Lot                                                             | Villeneuve-sur-Lot         |         | 44° 25′ 03″ nord, 0° 43′ 18″ est |                |            |      | Image manquante Téléverser                                          |
| Chapelle Notre-Dame du monastère de l'Annonciade de Villeneuve-sur-Lot                                                     | Villeneuve-sur-Lot         |         | 44° 24′ 12″ nord, 0° 42′ 18″ est |                |            |      | Image manquante Téléverser                                          |
| Chapelle Notre-Dame-de-Divine-Miséricorde de Villeneuve-sur-Lot                                                            | Villeneuve-sur-Lot         |         | 44° 24′ 50″ nord, 0° 42′ 58″ est |                |            |      | Image manquante Téléverser                                          |
| Chapelle Saint-Jean-Marie-Vianney de Villeneuve-sur-Lot                                                                    | Villeneuve-sur-Lot         |         | 44° 24′ 51″ nord, 0° 42′ 54″ est |                |            |      | Image manquante Téléverser                                          |
| Chapelle Saint-Clair de Parisot                                                                                            | Villeréal                  |         | à géolocaliser                   |                |            |      | Image manquante Téléverser                                          |